# Carcharhinus altimus
El  tiburón baboso (nombre oficial de la FAO) o tiburón de hocico grande (Carcharhinus altimus) es una especie de tiburón de la familia carcharhinidae, mide hasta 3 metros y pesar 168 kilogramos, es vivíparo, pero carece de placenta, vive a una profundidad de 25 metros, algunos de han encontrado a los 100 y 350 m.
Se alimenta de peces pequeños, crustáceos otros tiburones más pequeños y Mantarrayas.